# Chemische Fabrik Budenheim

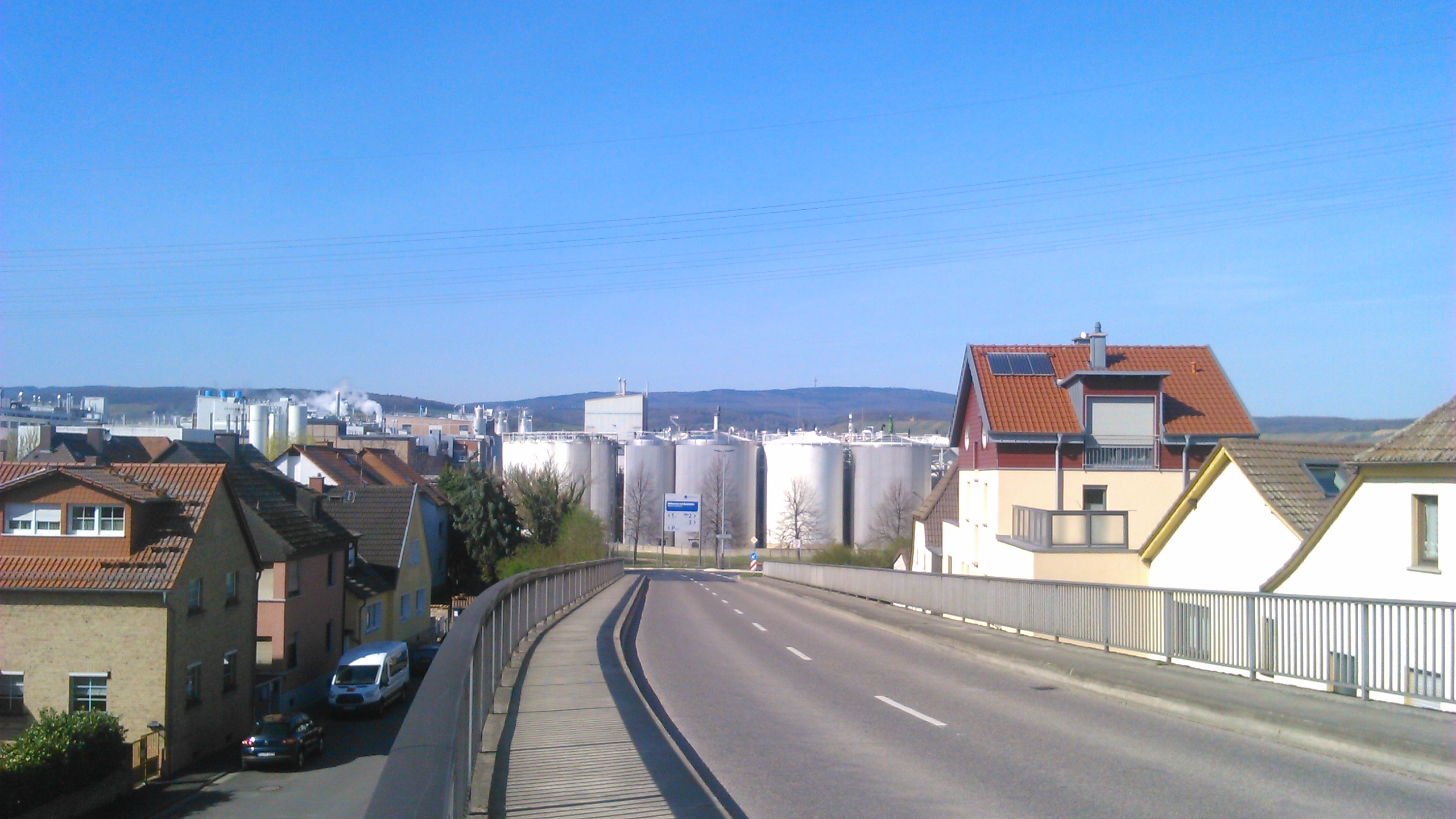
Blick auf die Chemische Fabrik Budenheim von der Bahnseite

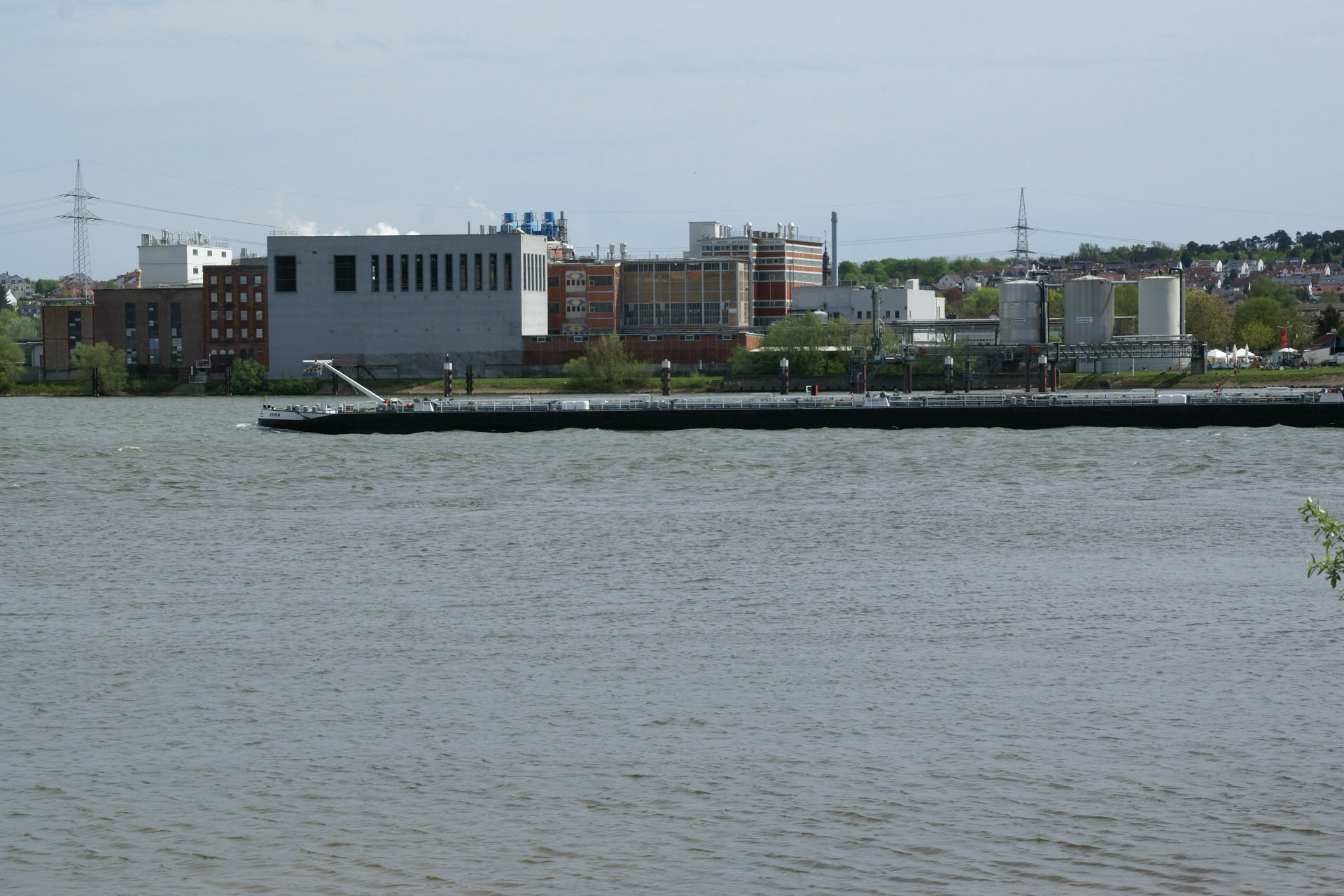
Blick auf die Chemische Fabrik Budenheim, Rheinseite

Die Chemische Fabrik Budenheim KG ist ein auf Phosphatherstellung spezialisiertes Unternehmen in Budenheim am Rhein.

## Geschichte
Das Unternehmen wurde 1908 als „Chemische Fabrik Budenheim Utz und Hensel“ gegründet und befasste sich anfänglich mit der Herstellung weinsaurer Salze aus Rohweinstein. Nach dem Ersten Weltkrieg änderte die Unternehmensleitung die Unternehmensstrategie und setzte fortan auf die Phosphatherstellung als Backpulvertreibmittel für Backwaren. Seit 1923 gehört die Chemische Fabrik Budenheim zur Oetker-Gruppe. Durch die Aufteilung der Oetker-Gruppe im November 2021 gehört das Unternehmen seitdem an zur neu gegründeten Geschwister Oetker Unternehmensgruppe.
Produkte sind Aluminiumphosphate, Ammoniumphosphate, Bariumphosphate, Borphosphate, Calciumphosphate, Carbamidphosphate, Eisenphosphate, Kaliumphosphate, Kupferphosphate, Lithiumphosphate, Magnesiumphosphate, Manganphosphate, Natriumphosphate, Phosphonate, Phosphorsäure und Zinkphosphate.
Am Standort Budenheim waren 2012 etwa 680 Mitarbeiter beschäftigt und es wurden etwa 1000 Produkte mit zusammen rund 230.000 t hergestellt.
Die Chemische Fabrik Budenheim hat Tochterunternehmen wie Budenheim Ibérica (La Zaida, Ribera Baja del Ebro), Budenheim Eqisa (Monterrey, Mexiko), Emaphos (Jorf Lasfar, Marokko), Budenheim Shanghai (Shanghai, China), Budenheim India sowie Budenheim US (Columbus, USA).